# Wieland-Denkmal (Weimar)

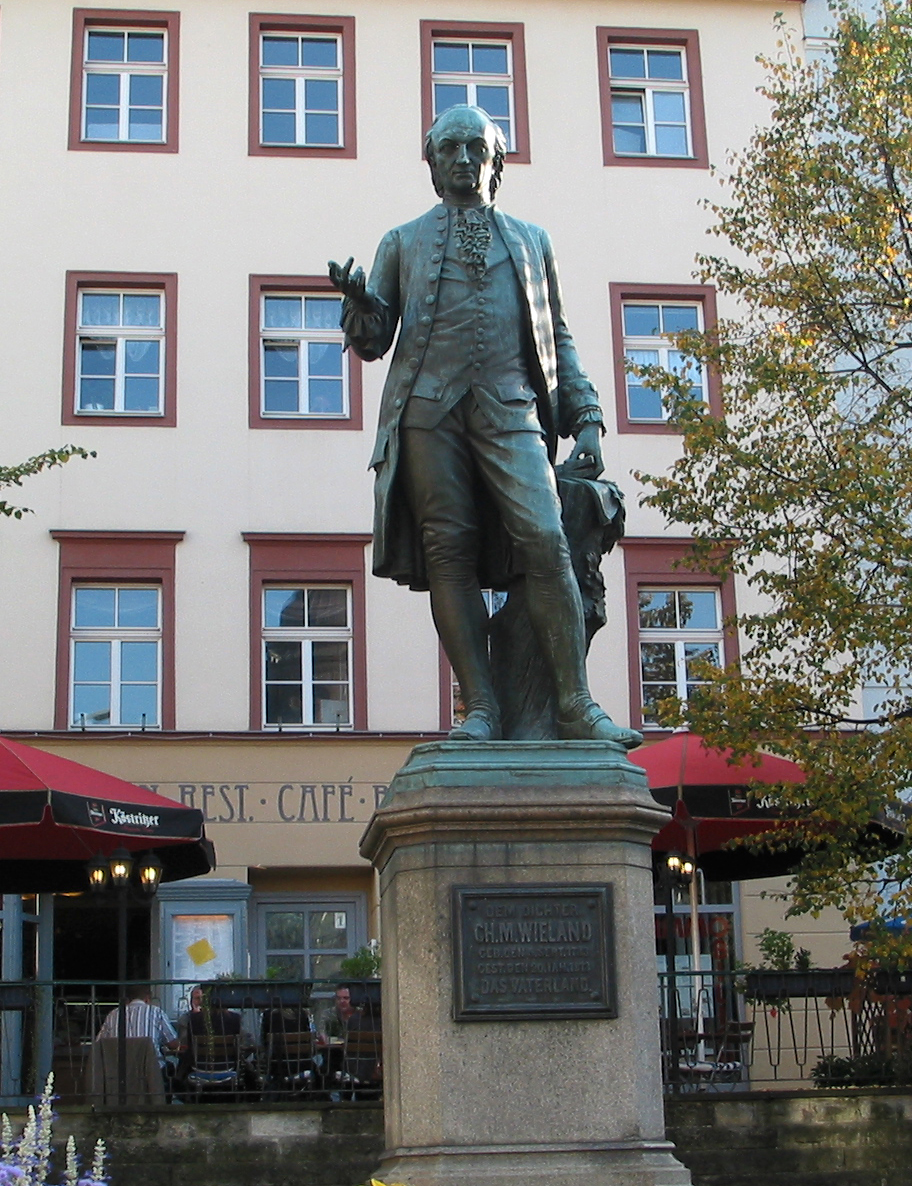
Wieland-Denkmal

Das dem Dichter Christoph Martin Wieland gewidmete Wieland-Denkmal am Wielandplatz wurde von Hanns Gasser geschaffen. Gegossen wurde das überlebensgroße Bronzestandbild von Ferdinand Miller in München. Die Einweihung fand am 4. September 1857 anlässlich des 100sten Geburtstages von Carl August statt. Auch der Wielandbrunnen wurde 1857 eingeweiht.

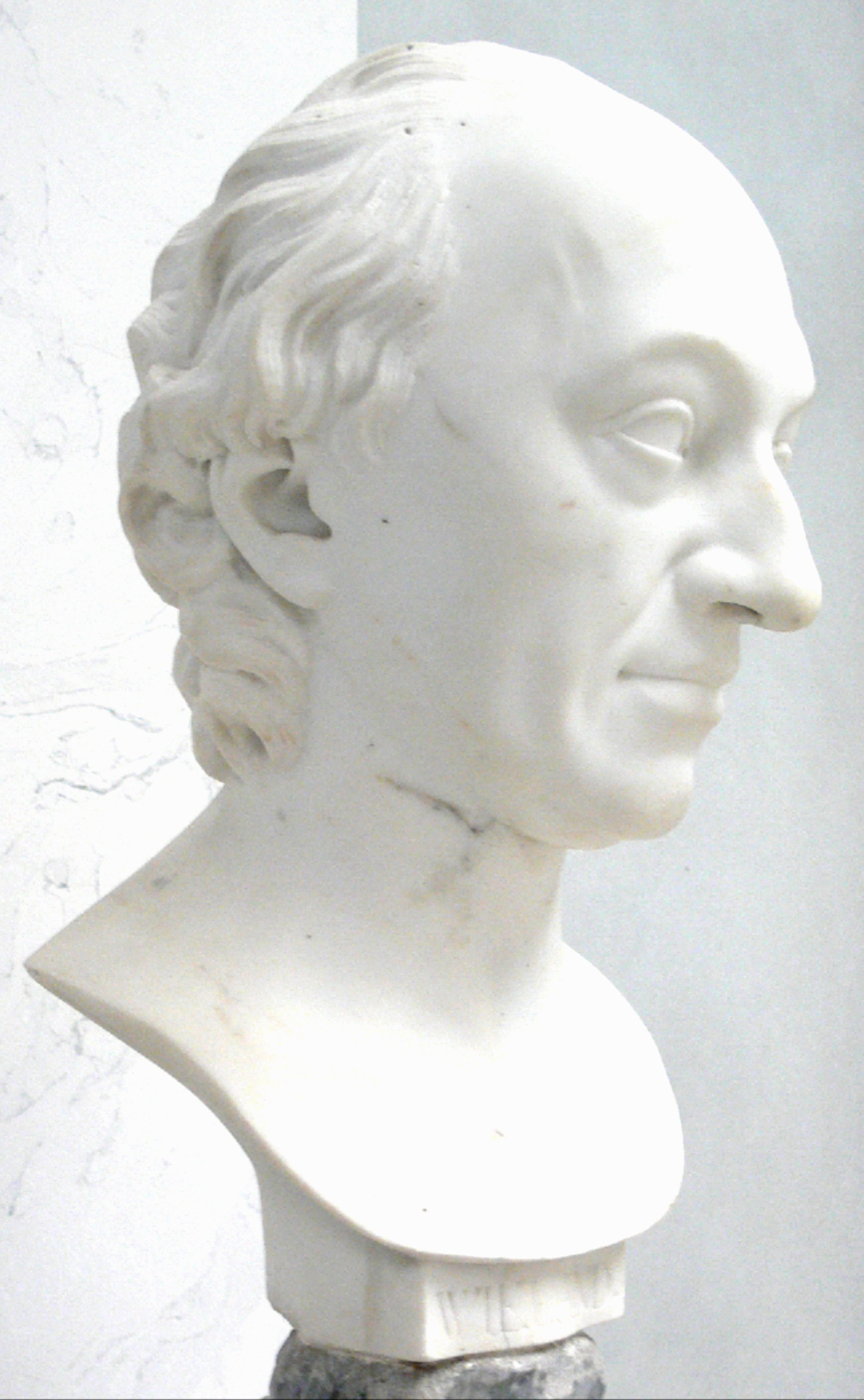
Wieland-Büste 1795 von Johann Gottfried Schadow

Die Bronzestatue hält in der linken Hand eine Schriftrolle mit dem „Oberon“, seinem wichtigsten Werk. Wieland trägt einen Gehrock. Der Sockel besteht aus hochglanzpoliertem Granit, auf dem eine Bronzetafel angebracht ist mit der Beschriftung: 

„Dem Dichter C.M. WIELAND geb. 5. Sept. 1733 gest. 20. Jan. 1813 DAS VATERLAND.“

  Ein Blick auf das Porträt des Dichters offenbart, dass Gasser hierbei vermutlich auf die 1795 von Johann Gottfried Schadow geschaffene Wieland-Büste zurückgegriffen hatte. Wieland ist dargestellt in einem Alter von etwa 50 Jahren. Der Kopf an der Statue ist leicht geneigt im Erzählergestus. Die Ähnlichkeit ist offenkundig. Hinsichtlich der Beinhaltung ist hier das klassische Motiv der Ponderation angewendet worden.
Das Denkmal war 1918 als einziges in Weimar zur Einschmelzung und zum Bau von Kanonen vorgesehen. Die Pläne wurden allerdings nicht verwirklicht. Allerdings stammt die Bronze für das Denkmal, das vom 1848 bayerischen König Ludwig der I., der das Projekt unterstützte aus ägytisch-türkischen Kanonen, die in der Seeschlacht bei Navarino (heute Pylos, Griechenland) erbeutet wurden.
Das Wieland-Denkmal steht auf der Liste der Kulturdenkmale in Weimar (Einzeldenkmale).